# Cinquecento

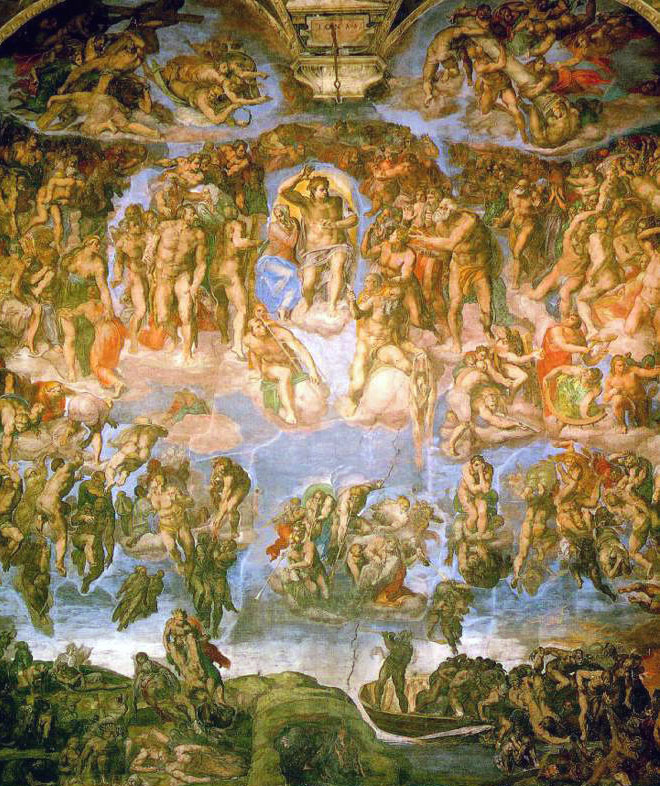
Detall de la Capella Sixtina de Michelangelo Buonarroti.

El Cinquecento, Alt Renaixement o Alt Renaiximent fou un període molt breu (1500-1527) del segle xvi. El saqueig de Roma per part de les tropes de Carles V del Sacre Imperi Romanogermànic el 1527 marca la fi d'aquest període, potser el més brillant de tot el Renaixement, en el qual els pintors tenen el domini de les tècniques i fan obres d'elevada qualitat que reflecteixen un sentit de bellesa i noblesa. Serà succeït durant la resta del segle xvi pel Manierisme.
Quan el segle va arribar al seu final, es va concloure el període corresponent a un moviment artístic específicament ubicat a Itàlia. En aquest moment ja s'ha desenvolupat tot el tresor artístic del Renaixement amb el seu pensament humanístic, i des de llavors cada artista europeu ho té al cap per seguir amb altres moviments del mateix àmbit. El cinquecento va tenir el seu centre a Roma i a Florència. L'art de l'Alt Renaixement es caracteritza per l'aspiració a configurar un classicisme únic, canònic i normatiu. Leonardo da Vinci i Donato Bramante són els màxims exponents d'aquest corrent.

## Arquitectura

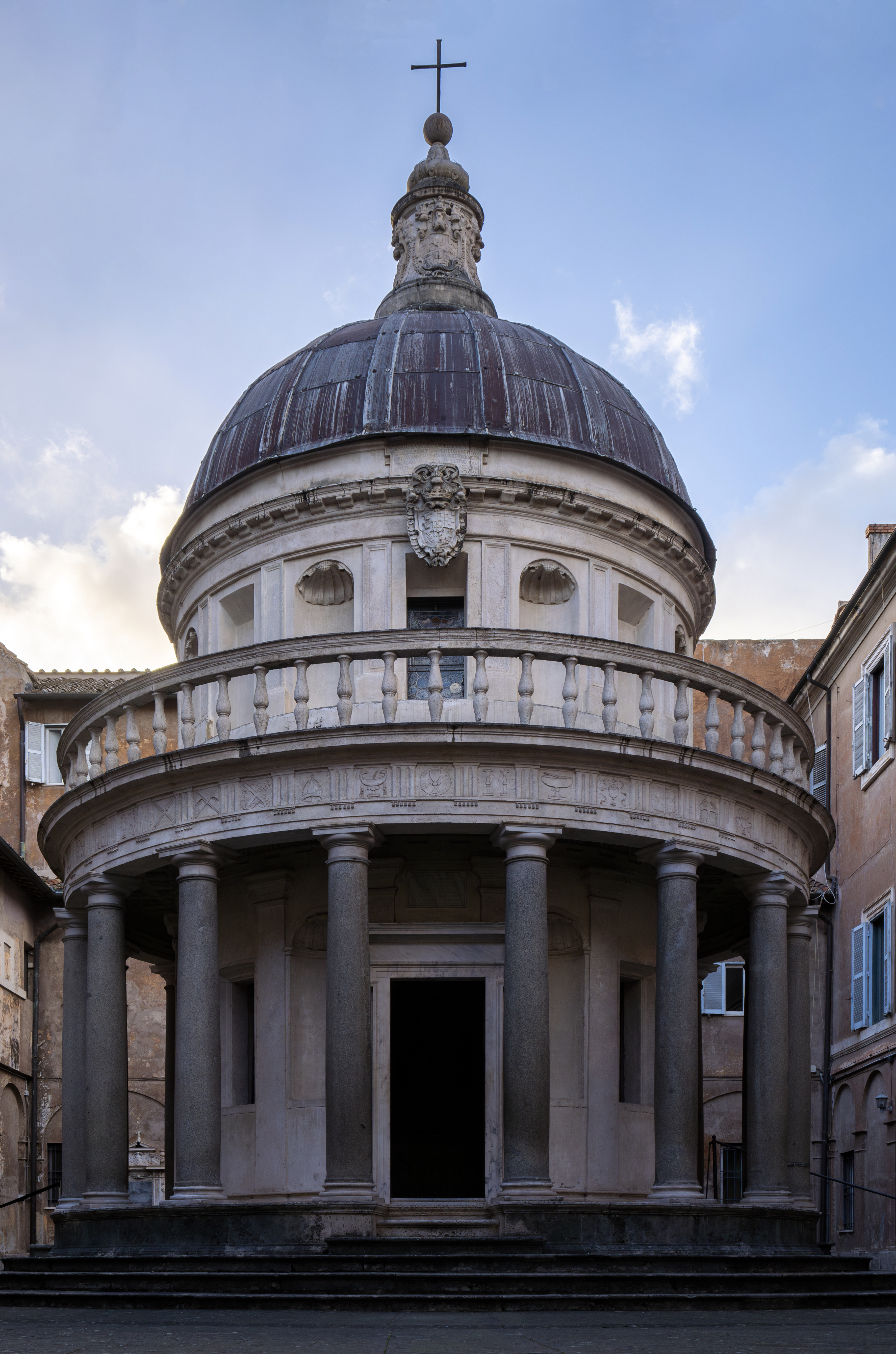
Tempietto de San Pietro in Montorio de Donato Bramante

L'arquitectura del Cinquecento es caracteritza per la tendència a eliminar elements superficials i decoratius i per la recerca d'una monumentalitat basada en la simplicitat i l'harmonia. S'inspira directament en els models clàssics, per conseguir l'ordre i la proporció.
- El màxim representant del classicisme arquitectònic serà Donato Bramante (1444-1514) amb obres com el Tempietto de San Pietro in Montorio i el projecte de la Basílica de Sant Pere del Vaticà. El seu classicisme serà recuperat més tard per Andrea Palladio.

- Miquel Àngel (1475-1564) representa la tendència més individualista, es pot dir que és l'iniciador del Manierisme arquitectònic perquè fuig del classicisme i cerca la maniera pròpia d'utilitzar el llenguatge clàssic. Les tres realitzacions més significatives de Miquel Àngel són la Capella funerària dels Mèdici i la Biblioteca Laurenziana a Florència i la cúpula de la Basílica de Sant Pere del Vaticà.

També és seu el projecte d'urbanització de la Plaça de Camplidoglio amb l'estàtua eqüestre de Marc Aureli com a monument central de la plaça.

## Escultura

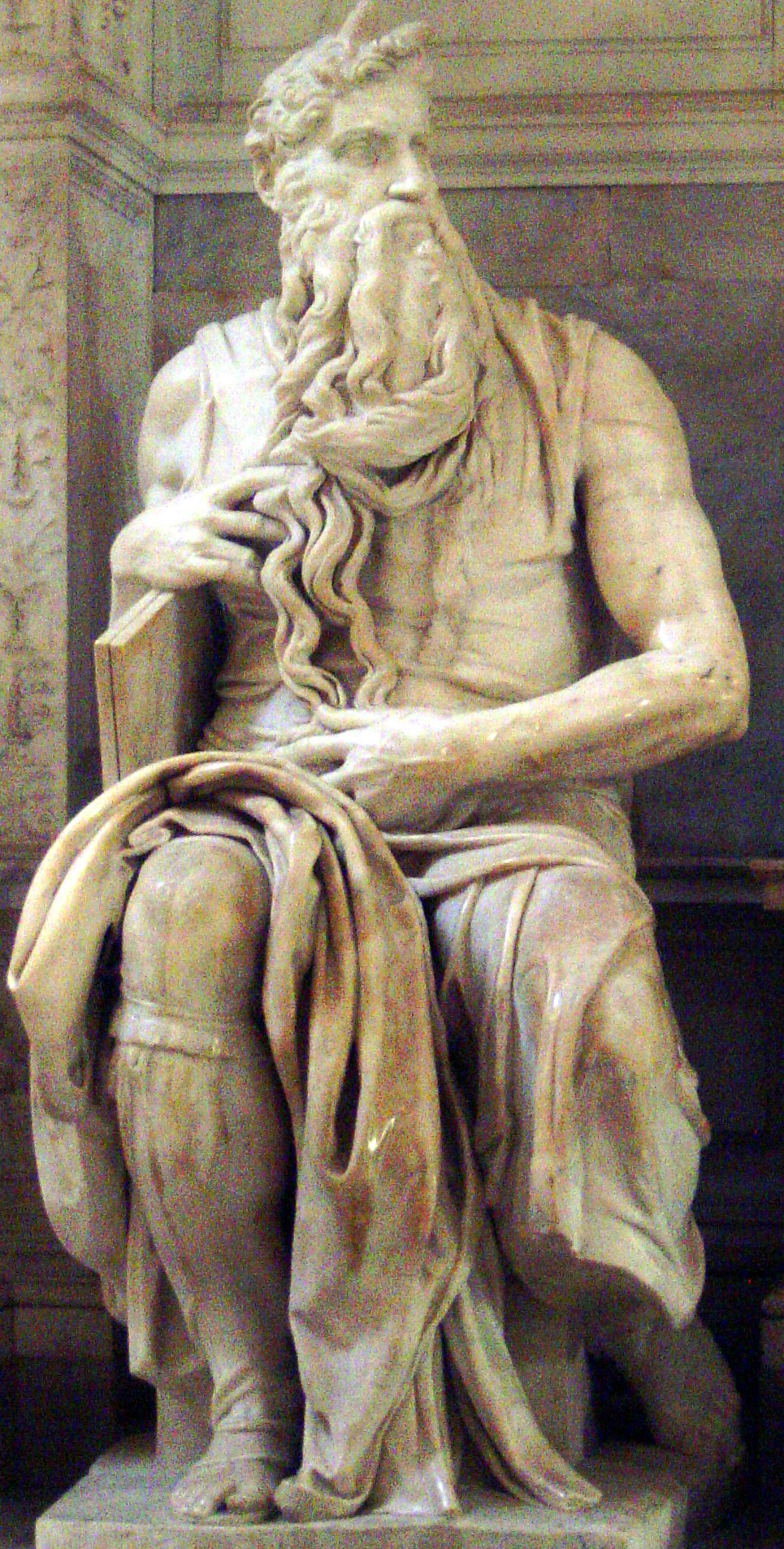
Moisès. Mauseoleu de Juli II.Miquel Àngel.

L'escultura italiana del segle xvi resta lligada a Michelangelo Buonarroti, conegut com a Miquel Àngel, que, encara que va cultivar totes les arts, es considerava sobretot escultor.
De totes les característiques de l'escultura potser la més destacable és la grandiositat d'unes figures de faccions perfectes i gestualitat terrible que els seus contemporanis anomenaren la terribilita. El rostres mostren una ànima apassionada, els cossos nus estan dotats d'una gran tensió vital i d'un dinamisme contingut.
Són seves entre d'altres la Pietà del Vaticà, el monumental David (Miquel Àngel) David per a la Plaça de la Signoria, el Mausoleu de Juli II amb el magnífic Moisès, exemple més clar de la terribilita de Miquel Àngel i el conjunt inacabat de la Capella funerària dels Mèdici.
Altres escultors del Cinquecento són Andrea Sansovino i Baccio Bandinelli.

## Pintura
L'Alt Renaixement a Florència, Roma i Milà hi treballen els tres genis del Renaixement: Leonardo, Rafael i Miquel Àngel, paral·lelament es desenvolupa l'Escola veneciana, iniciada per Giogione i Tiziano.
Leonardo da Vinci (1452-1519) és l'arquetipus del geni renaixentista, l'artista total, fou arquitecte, pintor, dibuixant, escultor, enginyer, músic, inventor i teòric de l'art.
Com a pintor s'interessa sobretot pel cos humà. Quant als efectes lumínics, és l'inventor de l'esfumat, és a dir, la transició progressiva de la zona de llum a la zona d'ombra que li permet fer uns contorns imprecisos que accentuen el relleu i endolceixen l'expressió.
Entre les seves obres destaquen Adoració dels Reis, La Verge de les Roques, Santa Anna, la Verge i el Nen, El Sant Sopar i La Gioconda.
Rafael Sanzio (1483-1520) representa la perfecció: perspectiva, dibuix, volum, color, composició equilibrada, arquitectures detallistes, etc., són utilitzades a la perfecció per Rafael. Malgrat la seva prematura mort, va deixar una extensa obra entre la que destaquen les pintures murals de la Stanza della Segnatura.
Miquel Àngel amant de les formes agitades i amb un sentit molt personal del color, sempre es va sentir més atret per l'escultura, encara que deu part de la seva fama als frescos de la Capella Sixtina, una de les obres més cabdal de l'art universal. Seves són també, entre d'altres la Batalla de Coscina i el Tondo Doni.
A l'Escola Veneciana del segle xvi on la característica més rellevant és la importància del color i de la llum com a elements essencials de la pintura, així com la sensualitat en el tractament de les figures femenines i dels temes mitològics.
El precursor és Giovanni Bellini que evoluciona des d'una pintura tardogòtica cap a una preocupació per la llum i el color.
Els paisatges de Giorgione, alumne de Bellini i mestre de Tiziano, es defineixen per les matisades variacions tonals del color.
La gran figura de la pintura veneciana del segle xvi és Ticià, mestre indiscutible de les ciutats dels canals. En la seva pintura, el color és l'element que defineix les formes. Entre les seves obres destaquen els nus de temàtica mitològica com La Venus d'Urbino i Dànae.
Els artistes que van destacar, i més coneguts, en el període renaixentista italià van ser:

## Altres pintors italians delseglexvi
- Sofonisba Anguissola (1532 - 1625)
- Giuseppe Arcimboldo ((1527 - 1593)
- Francesco Albani (1578-1660)
- Alessandro Allori (1535 - 1607)
- Cristofano Allori (1577 - 1621)
- Sisto Badalocchio (1581 - 1647)
- Federico Barocci (1528 - 1612)
- Bartolommeo Veneto (¿ 1502 ?)
- Jacopo Bassano (1515 - 1592)
- Gianlorenzo Bernini (1598-1680)
- Giovanni Francesco Bezzi (1530 - 1570)
- Bernardo Bitti (1548 - 1610)
- Carlo Bononi (1569 - 1632)
- Agnolo Bronzino (1503-72)
- Denys Calvaert (1540 - 1619)
- Luca Cambiaso (1527 - 1585)
- Annibale Carracci (1560 - 1609)
- Caravaggio (1573 - 1610)
- Vicente Carducho (1576 - 1638)
- Ascanio Condivi (1525 - 1574)
- Pietro da Cortona (1596 - 1669)
- Domenichino (1581-1641)
- Battista Dossi (¿? - 1548)
- Pietro Faccini (1562 - 1602 o 1614)
- Domenico Fetti (1589 - 1623)
- Fontana (1552 - 1614)
- Prospero Fontana (1512 - 1597)
- Artemisia Gentileschi (1593-1652)
- Orazio Gentileschi (1563 - 1639)
- Guercino (1591 - 1666)
- Deodato Guinaccia (actiu des de 1550 en endavant)
- Parmigianino (1503-1540)
- Bartolomeo Passerotti (1529 - 1592)
- Francesco Primaticcio (1504 - 1570)
- Camillo Procaccini (1551 - 1621)
- Guido Reni (1575-1642)
- Antonio Ricci (actiu en torn el 1590)
- Andrea Sacchi (1599 - 1661)
- Francesco Salviati (1510 - 1563)
- Massimo Stanzione (1585 - 1658)
- Bernardo Strozzi (1581 - 1644)
- Agostino Tassi (1566 - 1644)
- Tintoretto (1518-1594)
- Girolamo da Treviso (1508 - 1544)
- Perino del Vaga (1501 - 1547)
- Giorgio Vasari (1511-1574)
- Paolo Veronese (1528-1588)
- Daniele da Volterra (c. 1509-1566)
- Domenico Zampieri (1581 - 1641)
- Federico Zuccaro (1542 - 1609)
- Taddeo Zuccaro (1529 - 1566)